# Đà Nẵng (thành phố thuộc tỉnh)
Đà Nẵng là một thành phố cũ thuộc tỉnh và là tỉnh lỵ tỉnh Quảng Nam – Đà Nẵng cũ trước khi thành lập thành phố Đà Nẵng trực thuộc trung ương hiện nay. Thành phố Đà Nẵng lúc bấy giờ có địa giới hành chính tương ứng với các quận Hải Châu, Sơn Trà, Thanh Khê, phường Khuê Trung thuộc quận Cẩm Lệ và các phường Khuê Mỹ, Mỹ An thuộc quận Ngũ Hành Sơn.

## Địa lý
Thành phố Đà Nẵng nằm trải dài hai bên bờ sông Hàn, từ ngã ba sông ra đến cửa biển Đà Nẵng. Bán đảo Sơn Trà nằm về phía đông bắc thành phố.
Trước khi giải thể vào năm 1997, thành phố có vị trí địa lý:
- Phía đông và phía bắc giáp biển Đông
- Phía tây và phía nam giáp huyện Hòa Vang

## Hành chính
Thành phố Đà Nẵng có 28 phường: An Hải Bắc, An Hải Đông, An Hải Tây, An Khê, Bắc Mỹ An, Bình Hiên, Bình Thuận, Chính Gián, Hải Châu I, Hải Châu II, Hòa Cường, Hòa Thuận, Khuê Trung, Mân Thái, Nại Hiên Đông, Nam Dương, Phước Mỹ, Phước Ninh, Tam Thuận, Tân Chính, Thạc Gián, Thạch Thang, Thanh Bình, Thanh Lộc Đán, Thọ Quang, Thuận Phước, Vĩnh Trung, Xuân Hà.

## Lịch sử

### Thời Pháp thuộc

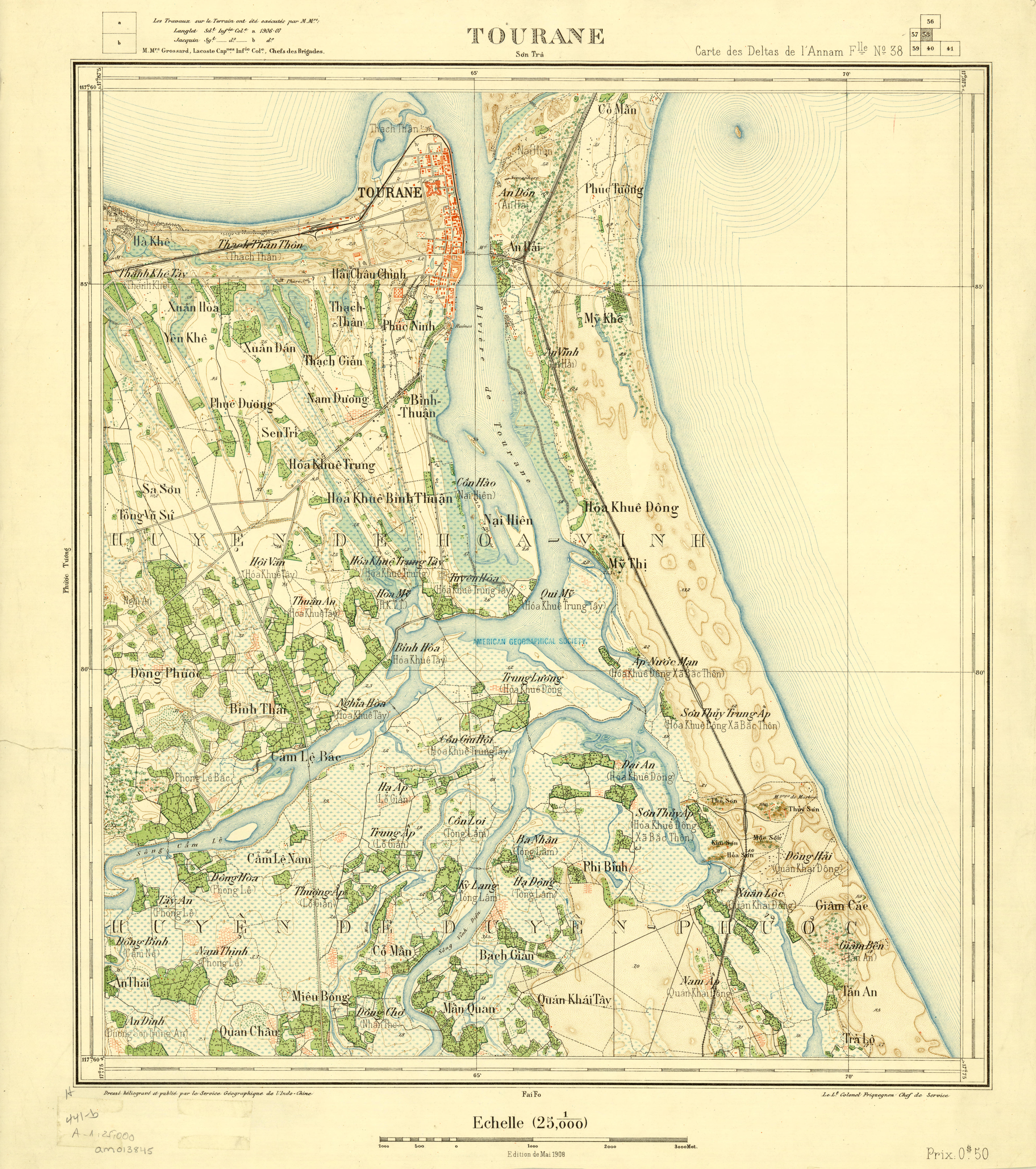
Bản đồ thành phố Đà Nẵng (Tourane) năm 1908 (trừ bán đảo Sơn Trà không được thể hiện trong bản đồ)

Ngày 17 tháng 8 năm 1888, Tổng thống Pháp ban hành Sắc lệnh về việc thành lập ba thành phố ở Việt Nam là Hà Nội, Hải Phòng và Đà Nẵng.
Ngày 3 tháng 10 năm 1888, Vua Đồng Khánh buộc phải ký một đạo dụ gồm 3 khoản quy định rõ "...Đà Nẵng được chính phủ Đại Nam kiến lập thành nhượng địa Pháp và nhượng trọn quyền cho chính phủ Pháp, và chính phủ Đại Nam từ bỏ mọi quyền hành trên lãnh thổ đó". Theo phụ đính của đạo dụ này, năm xã của huyện Hòa Vang gồm Hải Châu, Phước Ninh, Thạch Thang, Nam Dương và Nại Hiên Tây nằm bên tả ngạn sông Hàn được cắt giao cho Pháp để lập "nhượng địa" Tourane với diện tích 10.000 ha.
Ngày 24 tháng 5 năm 1889, Toàn quyền Đông Dương ban hành Nghị định về việc thành lập thành phố Đà Nẵng thuộc tỉnh Quảng Nam. Đà Nẵng là thành phố loại 2, tương tự như thành phố Chợ Lớn thành lập trước đó. Đơn vị hành chính này chịu sự cai quản trực tiếp của Toàn quyền Đông Dương thay vì triều đình Huế. Đứng đầu thành phố là một viên Đốc lý do Khâm sứ đề nghị và Toàn quyền bổ nhiệm.
Ngày 15 tháng 1 năm 1901, dưới sức ép của Pháp, Vua Thành Thái buộc phải ký một đạo dụ nới rộng nhượng địa TP. Đà Nẵng thêm 14 xã, cụ thể là thêm 8 xã thuộc huyện Hòa Vang bên tả ngạn sông Hàn và 6 xã thuộc huyện Diên Phước bên hữu ngạn sông Hàn.
Ngày 19 tháng 9 năm 1905, Toàn quyền Đông Dương ban hành Nghị định về việc tách TP. Đà Nẵng khỏi tỉnh Quảng Nam để trở thành một đơn vị hành chính độc lập gồm 19 xã. Như vậy vào đầu thế kỷ XX, thành phố Tourane/Đà Nẵng đã vươn về phía tây và tây bắc, còn phía đông thì đã vượt sang hữu ngạn sông Hàn chiếm trọn bán đảo Sơn Trà.
Đầu thế kỷ XX, Tourane được Pháp xây dựng trở thành một đô thị theo kiểu Tây phương. Cơ sở hạ tầng xã hội, kỹ thuật sản xuất được đầu tư. Sản xuất nông nghiệp, tiểu thủ công nghiệp, chế biến hàng xuất khẩu, sửa chữa tàu thuyền, kinh doanh dịch vụ được hình thành và phát triển; cùng với Hải Phòng và Sài Gòn, Tourane trở thành trung tâm thương mại quan trọng. Cảng Đà Nẵng đã tương đối hoàn chỉnh và đi vào hoạt động từ giai đoạn 1933-1935. Sân bay dân dụng cũng được nhà cầm quyền sớm xây dựng vào năm 1926. Hầu hết các công ty lớn nhất hoạt động ở Đông Dương đều hiện diện ở Đà Nẵng. Dân số thành phố tăng lên nhanh chóng; năm 1936, Đà Nẵng có 25.000 người; năm 1945 có khoảng 30.000 người.

### Thời Quốc gia Việt Nam và Việt Nam Cộng hòa
| Dân số Đà Nẵng | Dân số Đà Nẵng |
| Năm            | Dân số         |
| -------------- | -------------- |
| 1900           | 30.000         |
| 1954           | 50.000         |
| 1964           | 150.000        |
| 1967           | 228.674        |
| 1972           | 457.979        |
| 1975           | 500.000        |

Năm 1950, Pháp trao trả Đà Nẵng cho chính phủ Quốc gia Việt Nam dưới thời Quốc trưởng Bảo Đại. Từ tháng 10 năm 1955 thời Việt Nam Cộng hòa, chính quyền Ngô Đình Diệm tiến hành phân chia lại địa giới hành chính. Lúc này, Đà Nẵng trực thuộc tỉnh Quảng Nam.
Đến ngày 31 tháng 7 năm 1962, Chính quyền Diệm chia tỉnh Quảng Nam thành hai tỉnh Quảng Nam và Quảng Tín, thành phố Đà Nẵng trực thuộc trung ương. Tỉnh lỵ Quảng Nam đặt tại Hội An.
Thị xã Đà Nẵng được chia thành 3 quận:
- Quận I gồm 9 khu phố: Xương Bình, Phước Ninh, Thiệu Bình, Hải Châu, Thạch Thang, Nam Dương, Hòa Thuận, Bình Thuận, Nại Hiên
- Quận II gồm 10 khu phố: Thạc Gián, Hà Khê, An Khê, Phú Lộc, Phục Đán, Chính Trạch, Xuân Đán, Tam Tòa, Thanh Khê, Xuân Hòa
- Quận III gồm 9 khu phố: An Hải, Mân Quang, Cổ Mân, Nam Thọ, Mỹ Khê, Phước Trường, Nại Hiên Đông, Tân Thái, Thượng Nghĩa.

Vào những năm 1954-1955, dân số Đà Nẵng có khoảng hơn 50.000 người.
Trong khi đó cuộc Chiến tranh Việt Nam ngày càng gia tăng. Tháng 3 năm 1965 các đơn vị thủy quân lục chiến Mỹ đổ bộ vào Đà Nẵng và thiết lập ở đây một căn cứ quân sự hỗn hợp lớn. Sân bay Đà Nẵng được coi là một trong những sân bay "tấp nập" nhất trong chiến tranh. Năm 1967, Đà Nẵng được chính quyền Việt Nam Cộng hòa ấn định trực thuộc trung ương và xác định mục tiêu xây dựng Đà Nẵng thành trung tâm chính trị, quân sự, văn hóa cho vùng I và II chiến thuật. Mỹ cho xây dựng ở Đà Nẵng các căn cứ quân sự và kết cấu hạ tầng phục vụ cho mục đích quân sự như sân bay, cảng, kho bãi, cơ sở thông tin liên lạc...
Ngày 6 tháng 1 năm 1973, Chính phủ Việt Nam Cộng hòa ban hành Quyết định về việc giữ nguyên 3 quận như cũ, chỉ sáp nhập 29 khu phố bên dưới cấp quận thành 19 phường.
- Quận I gồm 7 phường: Triệu Bình, Xương Bình, Thạch Thang, Hải Châu, Nam Phước, Bình Hiên, Hòa Thuận
- Quận II gồm 5 phường: Chính Gián, Thạc Gián, An Khê, Thanh Lộc Đán, Hà Tam Xuân
- Quận III gồm 7 phường: Nam Thọ, Mân Quang, Mân Thái, An Hải Tây, Phước Mỹ, Nại Nghĩa, An Hải Bắc.

Thị xã Đà Nẵng được đặt dưới quyền điều hành của Hội đồng thị xã gồm 12 ủy viên và do một Thị trưởng đứng đầu. Do chính sách đô thị hoá, dân số Đà Nẵng ngày càng tăng nhanh. Dân số thành phố từ mức 148.599 người vào năm 1964 tăng lên tới gần 500.000 người vào năm 1975.
Dưới thời Việt Nam Cộng hòa, Đà Nẵng là đô thị lớn thứ hai miền Nam. Tính đến trước sự kiện 30 tháng 4 năm 1975, cảng Đà Nẵng là nơi cung cấp hàng hóa cho cả vùng I chiến thuật, đồng thời là trung tâm tiếp tế cho gần 3 triệu dân miền Nam. Toàn thị xã khi đó có hàng chục công ty kinh doanh xuất nhập khẩu. Người dân Đà Nẵng chủ yếu sống bằng nghề buôn bán.

### Từ năm 1975

#### Giai đoạn 1975–1996
Ngày 4 tháng 10 năm 1975, UBND Cách mạng lâm thời khu Trung Trung bộ ban hành Quyết định số 119/QĐ về việc hợp nhất tỉnh Quảng Nam và Đặc khu Quảng Đà (2 tỉnh Quảng Nam, Quảng Tín và thị xã Đà Nẵng thời Việt Nam Cộng hòa) thành tỉnh Quảng Nam - Đà Nẵng. Ba quận I, II, III của thị xã Đà Nẵng cũ trở thành đơn vị hành chính trực thuộc tỉnh Quảng Nam - Đà Nẵng (không còn đơn vị hành chính mang tên Đà Nẵng).
Ngày 30 tháng 8 năm 1977, Hội đồng Chính phủ ban hành Quyết định số 228-CP, và ngày 10 tháng 2 năm 1978, Ban Thường vụ Tỉnh ủy Quảng Nam - Đà Nẵng ra quyết định sáp nhập 3 quận I, II, III thuộc tỉnh Quảng Nam - Đà Nẵng thành một đơn vị hành chính là thành phố Đà Nẵng với 28 phường trực thuộc (không còn đơn vị hành chính "quận", được gọi lại là "khu vực"). Lúc này, Đà Nẵng là tỉnh lỵ tỉnh Quảng Nam - Đà Nẵng.
Thành phố Đà Nẵng có diện tích khoảng 85 km², dân số khoảng 33.000 người với 28 phường: An Hải Bắc, An Hải Đông, An Hải Tây, An Khê, Bắc Mỹ An, Bình Hiên, Bình Thuận, Chính Gián, Hải Châu I, Hải Châu II, Hòa Cường, Hòa Thuận, Khuê Trung, Mân Thái, Nại Hiên Đông, Nam Dương, Phước Mỹ, Phước Ninh, Tam Thuận, Tân Chính, Thạc Gián, Thạch Thang, Thanh Bình, Thanh Lộc Đán, Thọ Quang, Thuận Phước, Vĩnh Trung và Xuân Hà và 117 khối phố.
Ngày 5 tháng 5 năm 1990, Chính phủ ban hành Quyết định về việc công nhận thành phố Đà Nẵng là đô thị loại II, trực thuộc tỉnh Quảng Nam – Đà Nẵng.

#### Từ 1997 đến nay
Ngày 6 tháng 11 năm 1996, Quốc hội đã thông qua Nghị quyết về việc chia và điều chỉnh địa giới hành chính một số tỉnh. Theo đó, tỉnh Quảng Nam - Đà Nẵng được chia thành tỉnh Quảng Nam và thành phố Đà Nẵng trực thuộc trung ương.
Ngày 23 tháng 1 năm 1997, Chính phủ thông qua Nghị định 7/1997/NĐ-CP về việc thành lập đơn vị hành chính trực thuộc thành phố Đà Nẵng. Theo đó, giải thể thành phố Đà Nẵng cũ để thành lập các quận mới như sau:
- Thành lập quận Hải Châu trên cơ sở toàn bộ diện tích tự nhiên và dân số của các phường: Hải Châu I, Hải Châu II, Thạch Thang, Thanh Bình, Thuận Phước, Bình Thuận, Hoà Thuận, Nam Dương, Phước Ninh, Bình Hiên, Hoà Cường và Khuê Trung (thuộc Khu vực I thành phố Đà Nẵng cũ).
- Thành lập quận Thanh Khê trên cơ sở toàn bộ diện tích tự nhiên và dân số của các phương: An Khê, Thanh Lộc Đán, Xuân Hà, Tam Thuận, Chính Gián, Thạc Gián, Tân Chính và Vĩnh Trung (thuộc Khu vực II thành phố Đà Nẵng cũ).
- Thành lập quận Sơn Trà trên cơ sở toàn bộ diện tích tự nhiên và dân số các phường An Hải Tây, An Hải Bắc, An Hải Đông, Nại Hiên Đông, Mân Thái, Phước Mỹ và Thọ Quang (thuộc Khu vực III thành phố Đà Nẵng cũ).
- Thành lập quận Ngũ Hành Sơn trên cơ sở toàn bộ diện tích tự nhiên và dân số của phường Bắc Mỹ An (thuộc Khu vực III thành phố Đà Nẵng cũ) và hai xã Hòa Quý, Hòa Hải (thuộc huyện Hòa Vang).

Đến ngày 5 tháng 8 năm 2005, Chính phủ lại ban hành Nghị định 102/2005/NĐ-CP về việc thành lập phường, xã thuộc quận Thanh Khê và huyện Hoà Vang; thành lập quận Cẩm Lệ, thành phố Đà Nẵng. Theo đó, phường Khuê Trung thuộc quận Hải Châu chuyển sang trực thuộc quận mới Cẩm Lệ.
Như vậy, thành phố Đà Nẵng cũ trước năm 1997 ngày nay có địa giới tương ứng với các quận Hải Châu, Thanh Khê, Sơn Trà; phường Khuê Trung của quận Cẩm Lệ và các phường Khuê Mỹ, Mỹ An (2 phường này là phường Bắc Mỹ An cũ) của quận Ngũ Hành Sơn.